# 샹탄시
샹탄(상담, 중국어: 湘潭, 병음: Xiāngtán)은 중화인민공화국 후난성의 중앙에 위치한 지급시이다. 창사, 주저우, 샹탄으로 이루어진 "창주탄 황금 삼각지대"의 일부이다.

## 지리
산지가 12.2%, 구릉이 19.25%, 언덕이 32.05%, 평원이 28.05%, 물이 8.53%를 차지한다.
연평균 기온은 16.7~17.4℃이고 1월 평균기온은 5.3℃, 7월 평균기온은 29.1℃이다. 연평균 강수량은 1200~1445mm이고 연일조시간은 1640~1700시간이다.
| 샹탄시의 기후                                                 | 샹탄시의 기후 | 샹탄시의 기후 | 샹탄시의 기후 | 샹탄시의 기후 | 샹탄시의 기후 | 샹탄시의 기후 | 샹탄시의 기후 | 샹탄시의 기후 | 샹탄시의 기후 | 샹탄시의 기후 | 샹탄시의 기후 | 샹탄시의 기후 | 샹탄시의 기후   |
| 월                                                            | 1월           | 2월           | 3월           | 4월           | 5월           | 6월           | 7월           | 8월           | 9월           | 10월          | 11월          | 12월          | 연간            |
| ------------------------------------------------------------- | ------------- | ------------- | ------------- | ------------- | ------------- | ------------- | ------------- | ------------- | ------------- | ------------- | ------------- | ------------- | --------------- |
| 역대 최고 기온 °C (°F)                                        | 23.5 (74.3)   | 30.1 (86.2)   | 32.4 (90.3)   | 35.4 (95.7)   | 36.0 (96.8)   | 37.5 (99.5)   | 39.6 (103.3)  | 41.8 (107.2)  | 37.9 (100.2)  | 34.2 (93.6)   | 32.7 (90.9)   | 24.5 (76.1)   | 41.8 (107.2)    |
| 일평균 최고 기온 °C (°F)                                      | 8.8 (47.8)    | 11.8 (53.2)   | 16.1 (61.0)   | 22.6 (72.7)   | 27.1 (80.8)   | 30.1 (86.2)   | 33.7 (92.7)   | 33.1 (91.6)   | 28.9 (84.0)   | 23.6 (74.5)   | 17.8 (64.0)   | 11.7 (53.1)   | 22.1 (71.8)     |
| 일일 평균 기온 °C (°F)                                        | 5.3 (41.5)    | 7.9 (46.2)    | 11.9 (53.4)   | 17.9 (64.2)   | 22.5 (72.5)   | 25.9 (78.6)   | 29.1 (84.4)   | 28.3 (82.9)   | 24.2 (75.6)   | 18.8 (65.8)   | 13.1 (55.6)   | 7.5 (45.5)    | 17.7 (63.9)     |
| 일평균 최저 기온 °C (°F)                                      | 2.8 (37.0)    | 5.1 (41.2)    | 8.9 (48.0)    | 14.5 (58.1)   | 19.1 (66.4)   | 22.8 (73.0)   | 25.6 (78.1)   | 25.0 (77.0)   | 20.9 (69.6)   | 15.4 (59.7)   | 9.7 (49.5)    | 4.4 (39.9)    | 14.5 (58.1)     |
| 역대 최저 기온 °C (°F)                                        | −6.2 (20.8)   | −8.0 (17.6)   | −1.6 (29.1)   | 2.4 (36.3)    | 9.6 (49.3)    | 13.2 (55.8)   | 19.3 (66.7)   | 17.1 (62.8)   | 12.1 (53.8)   | 2.0 (35.6)    | −1.4 (29.5)   | −12.1 (10.2)  | −12.1 (10.2)    |
| 평균 강수량 mm (인치)                                         | 73.2 (2.88)   | 87.7 (3.45)   | 144.6 (5.69)  | 156.1 (6.15)  | 198.1 (7.80)  | 230.7 (9.08)  | 157.8 (6.21)  | 105.7 (4.16)  | 76.1 (3.00)   | 61.8 (2.43)   | 77.2 (3.04)   | 55.1 (2.17)   | 1,424.1 (56.06) |
| 평균 강수일수 (≥ 0.1 mm)                                      | 13.9          | 14.1          | 17.7          | 17.0          | 16.6          | 15.1          | 10.3          | 11.0          | 9.0           | 10.1          | 10.4          | 10.6          | 155.8           |
| 평균 강설일수                                                 | 4.5           | 2.2           | 0.4           | 0             | 0             | 0             | 0             | 0             | 0             | 0             | 0.1           | 1.6           | 8.8             |
| 평균 상대 습도 (%)                                            | 81            | 81            | 83            | 81            | 82            | 84            | 77            | 79            | 81            | 79            | 79            | 79            | 81              |
| 평균 월간 일조시간                                            | 61.6          | 66.2          | 81.7          | 108.8         | 138.8         | 141.1         | 231.3         | 214.2         | 159.1         | 132.4         | 113.9         | 96.0          | 1,545.1         |
| 가능 일조율                                                   | 19            | 21            | 22            | 28            | 33            | 34            | 55            | 53            | 44            | 38            | 36            | 30            | 34              |
| 출처: 중국기상국 (평년값: 1991년~2020년, 극값: 1981년~2010년) |               |               |               |               |               |               |               |               |               |               |               |               |                 |

## 역사
처음으로 상담현이 설치된 것은 당대이며, 현재까지 그 명칭이 사용되고 있다. 1958년 9월에 지급시로 승격했다. 예부터 호남성 중부의 상업도시로서 발전했고, 17세기 초부터, '쌀 시장'과 '약의 도시'로 불렸다. 또, 연꽃의 재배가 번성했기 때문에, '연꽃 마을'로 불렸다.
1958년부터 1960년까지, 국가는 샹탄에 4,497억 위안의 공업 투자를 실시해, 상업 마을로부터 공업도시로 발전을 이루었다. 1983년 8월의 합병으로 샹탄, 샹샹 2현과 위후, 샹장, 웨탕, 반탕, 자오의 5구로 정리되었다.
1984년 12월, 사오산은 다시 샹탄 시의 관할로 들어갔고, 1986년 9월, 샹샹 현은 시로 승격했다. 1990년 12월, 사오산 구가 시로 승격되었다. 1992년 6월, 샹탄 시는 5구를 위후, 웨탕의 2행정구로 정리했다. 샹탄 시는 샹탄 현, 샹샹 시, 사오산 시, 위후 구, 웨탄 구를 관리하는 형태가 되었다.

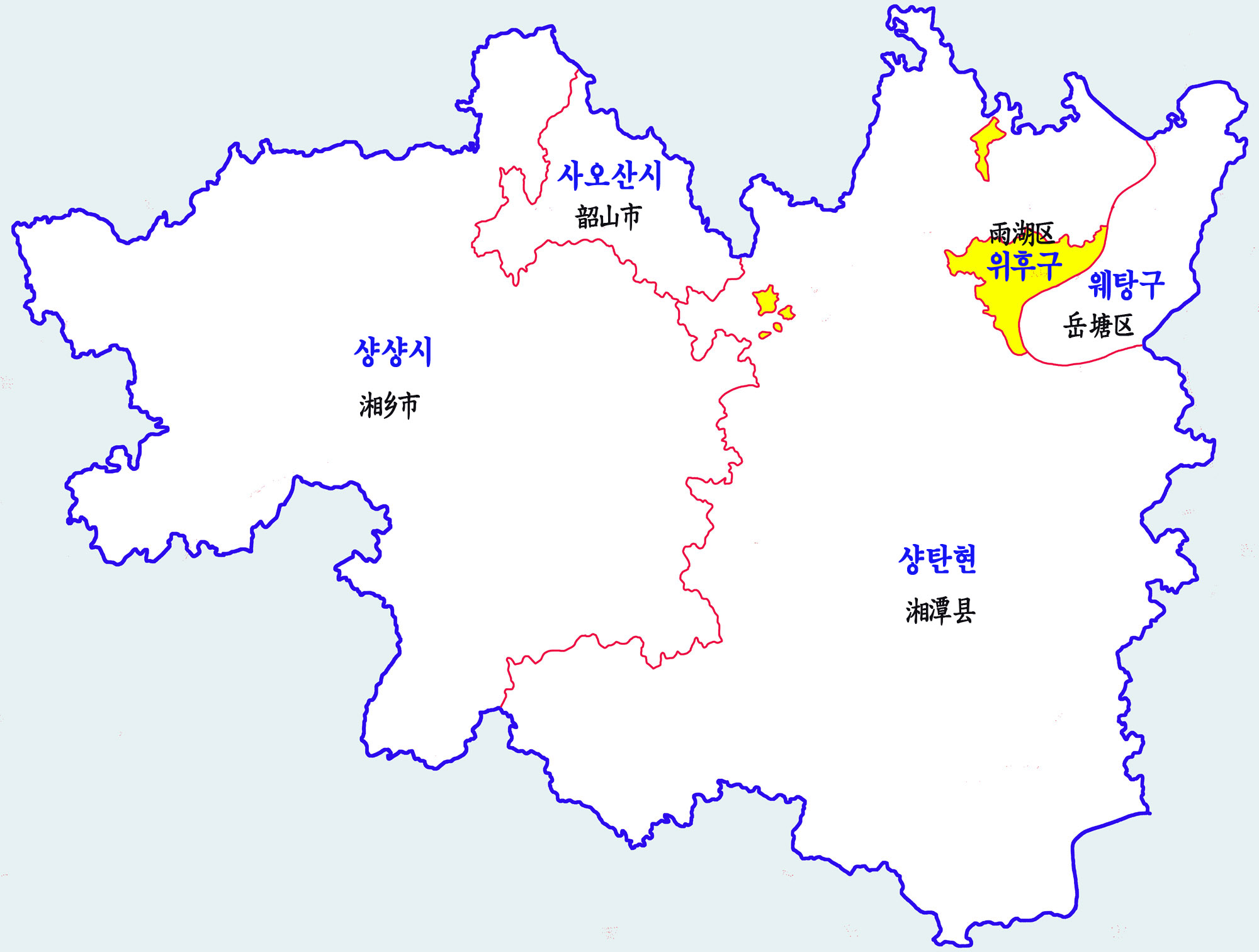
상탄시 현급구역

## 행정 구역
2개의 시할구, 2개의 현급시, 1개의 현을 관할한다.
- 웨탕 구(岳塘区)
- 위후 구(雨湖区)
- 샹샹 시(湘乡市)
- 사오산 시(韶山市)
- 샹탄 현(湘潭县)

## 유명 인물
- 마오쩌둥
- 쑹추위
- 증국번
- 치바이스
- 펑더화이
- 펑솨이

## 같이 보기
- 중국의 로마 가톨릭 교구 목록